# 1972年の宝塚歌劇公演一覧
本項目では、1972年の宝塚歌劇公演一覧（1972ねんのたからづかかげきこうえんいちらん）について示す。

## 宝塚大劇場公演
公演組、公演日（新人公演を除く）、公演演目（形式名、場を除く）の参考資料は90年史。

### 星組
- 1月1日 - 1月27日
- 参考資料は60年史別冊[2]

#### 右近秘抄『いつの日か逢わん』 6場
- 新人公演：1月20日

スタッフ
- 作：平岩弓枝
- 演出：柴田侑宏
- 振付：藤間勘十郎
- 作曲・編曲：寺田瀧雄、入江薫
- 音楽指揮：野村陽児
- 装置：渡辺正男
- 衣装：小西松茂、中川菊枝
- 照明：今井直次
- 小道具：上田特市
- 効果：川ノ上智洋
- 音響監督：松永浩志
- 演出補：阿古健
- 制作：野田浜之助

主な出演・本公演
- 高山右近：春日野八千代
- 猿丸：美吉左久子
- 園夫大夫：瑠璃豊美
- くるめ：水代玉藻
- 梨世：大原ますみ
- 宇根東吾：鳳蘭
- 花絵：安奈淳
- 鳥丸：松あきら

主な出演・新人公演
- 松あきら
- 三代まさる
- 安里梢
- 奈緒ひろき
- 月城千晴

#### ミュージカル・ファンタジー『愛のコンチェルト』-ある小さな星のお話- 16場
スタッフ
- 作・演出：鴨川清作
- 振付：パティ・ストーン
- 作曲・編曲：中井光晴、入江薫、寺田瀧雄、吉崎憲治
- 音楽指揮・合唱指導・歌唱指導：橋本和明
- 装置：静間潮太郎、大橋泰弘
- 衣装：静間潮太郎
- 照明：今井直次
- ヘアー・デザイン：畠山順吉
- 小道具：万波一重
- 効果：坂上勲
- 音響監督：松永浩志
- 振付補：司このみ
- 演出補：酒井澄夫
- 演出助手：三木章雄
- 制作：野田浜之助

主な出演
- 星の王子：真帆志ぶき
- 森の王子：鳳蘭
- こだま：安奈淳
- 湖の王：天城月江
- 森の王：美吉左久子
- ふくろう：水代玉藻
- 湖の妃：如月美和子
- 夜の女王：大空美鳥
- 湖の姫：衣通月子
- 湖の武将：但馬久美

### 花組
- 1月29日 - 2月24日
- 参考資料は60年史別冊[3]

#### 宝塚ロマン『哀愁のナイル』 3場
スタッフ
- 作・演出：植田紳爾
- 作曲・編曲：寺田瀧雄、入江薫
- 音楽指揮：野村陽児
- 装置：渡辺正男
- 衣装：小西松茂
- 照明：今井直次
- 小道具：上田特市
- 効果：川ノ上智洋
- 音響監督：松永浩志
- 演出補：阿古健
- 演出助手：村上信夫
- 制作：大谷真一

主な出演
- アメンホテフ王妃：神代錦
- ツタンカーメン：甲にしき
- ネフェルト：薫邦子
- ボナサス：麻月鞠緒
- シオドタス：水はやみ
- タクシット：竹生沙由里
- セメンクカラー：瀬戸内美八
- 乳母メリト：淡路通子
- クレオパトラ：水穂葉子
- 金の鳥：近衛杏、室町あかね

#### グランド・レビュー『ラ・ロンド』-恋人たちの円舞曲- 20場
- 作・演出：横澤秀雄

### 月組
- 2月26日 - 3月23日
- 参考資料は60年史別冊[4]

#### ミュージカル・ロマンス『さらばマドレーヌ』 12場
- 作・演出：柴田侑宏

#### グランド・レビュー『ラ・ロンド』 20場
- 作・演出：横澤秀雄

### 雪組
- 3月25日 - 4月26日
- 参考資料は60年史別冊[5]

#### 日本民族舞踊第12集『かぐら』 10場
- 取材・構成：宝塚歌劇団日本郷土芸能研究会

#### グランド・レビュー『ザ・フラワー』-ガールス500- 24場
- 作・演出：鴨川清作

### 花組
- 4月27日 - 5月30日
- 参考資料は60年史別冊[6]

#### ミュージカル『浜千鳥』 10景
スタッフ
- 構成・演出：渡辺武雄
- 脚本・演出補：阿古健
- 作曲・編曲：高橋廉、堤五郎、河崎恒夫
- 音楽指揮：溝口堯
- 振付：渡辺武雄、高木祥次、鈴木武、睦千賀
- 装置：黒田利邦
- 衣装：小西松茂、中川菊枝
- 照明：今井直次
- 小道具：上田特市
- 効果：川ノ上智洋
- 音楽監督：松永浩志
- 演出助手：太田哲則
- 制作：大谷真一

主な出演
- 太良：甲にしき
- ちじゅ：竹生沙由里
- 爺：淡路通子
- 王妃：睦千賀
- 代官：水穂葉子
- 家来：美吉野一也
- むん：亜矢ゆたか
- まかと：薫邦子
- 歌手：諏訪みどり、銀あけみ、水はやみ

#### グランド・レビュー『ザ・フラワー』 -ガールス500- 24場
- 作・演出：鴨川清作

### 雪組
- 6月1日 -6月29日
- 参考資料は60年史別冊[7]

#### ミュージカル・プレイ『星のふる街』-アリの街のマリアより- 16場
- 新人公演：6月24日

スタッフ
- 作・演出：高木史朗
- 作曲・編曲：中元清純
- 音楽指導：十時一夫
- 振付：司このみ、アキコ・カンダ
- 装置：石浜日出雄
- 衣装：小西松茂
- 照明：今井直次
- 小道具：上田特市
- 効果：川ノ上智洋
- 音響監督：松永浩志
- 音響効果制作：宝塚映画
- 演出補：川井秀幸
- 演出助手：三木章雄
- 制作：小辻糺

主な出演・本公演
- ゼノ神父：大路三千緒
- 北原怜子：郷ちぐさ
- 西行：汀夏子
- 晴美：摩耶明美
- 岩さん：清川はやみ
- オヤジ：岸香織
- マードレー：高宮沙千
- 先生：景千舟
- 源一：順みつき
- 竜二：尚すみれ

主な出演・新人公演
- 玉梓真紀
- 順みつき
- 尚すみれ
- 夏照子
- 上條あきら

#### グランド・ショー『ジューン・ブライド』 20場
- 作・演出：小原弘宣

### 星組
- 7月1日 - 7月27日
- 参考資料は60年史別冊[8]

#### 舞踊詩『美しき日本』 6景
スタッフ
- 作・演出：白井鐡造
- 振付：花柳寿楽
- 作曲・編曲：入江薫、中井光晴、吉崎憲治
- 合唱指導：十時一夫
- 音楽指揮：野村陽児
- 装置：石浜日出雄
- 衣装：小西松茂、中川菊枝
- 照明：今井直次
- 小道具：上田特市
- 効果：辻本修
- 音響監督：松永浩志
- 演出補：大関弘政
- 演出助手：太田哲則
- 制作：野田浜之助

主な出演
- 歌手：如月美和子
- 蜂の若者：美吉左久子
- 蜂の若衆：松あきら
- 菜の花の娘：奈緒ひろき
- 桜の娘：沢かをり
- 少女：大原ますみ
- 若者：安奈淳
- 幻の恋人：衣通月子
- 雪王：鳳蘭

#### ミュージカル・プレイ『さすらいの青春』 17場
- 新人公演：7月15日

スタッフ
- 作・演出：内海重典
- 作曲・編曲：寺田瀧雄、中元清純、吉崎憲治
- 音楽指揮：橋本和明
- 振付：喜多弘、山田卓
- 装置：渡辺正男
- 衣装：静間潮太郎
- 照明：今井直次
- 小道具：万波一重
- 効果：川ノ上智洋
- 音響監督：松永浩志
- 演出補：酒井澄夫
- 演出助手：三木章雄
- 制作：野田浜之助

主な出演・本公演
- ペールギュント：鳳蘭
- ソルベール：大原ますみ
- イングリット：衣通月子
- ルネ：安奈淳
- クリント：美吉左久子
- オーゼ：瑠璃豊美
- ダブマン：深山しのぶ
- キム：大空美鳥
- クローネ：松あきら
- アニトラ：沢かをり

主な出演・新人公演
- 松あきら
- 三代まさる
- 奈緒ひろき
- 東千晃

### 月組
- 7月29日 - 8月31日
- 参考資料は60年史別冊[9]

#### ミュージカル・ロマンス『蒼き湖』 16場
- 新人公演：8月11日

スタッフ
- 作・演出：大関弘政
- 作曲・編曲：中井光晴、入江薫、河崎恒夫
- 音楽指揮：野村陽児
- 振付：河上五郎、鈴木武
- 装置：石浜日出雄
- 衣装：静間潮太郎
- 照明：今井直次
- 小道具：上田特市
- 効果：扇野信夫
- 音楽監督：野村陽児
- 演出助手：太田哲則
- 制作：大谷真一

主な出演・本公演
- テムルチ王子：古城都
- アスターナ姫：初風諄
- リボール王子：大滝子
- 盗賊サワット：榛名由梨
- タルバガン：沖ゆき子
- 星占いガンボ：美山しぐれ
- 王：岬ありさ
- 王妃：御幸沙智子
- ジュールメ：麗美花
- メーグレ：小松美保
- サマル：伊吹のぼる

主な出演・新人公演
- 麻生薫
- 美里景
- 藤代潤
- 条はるき
- 北條ゆかり

#### ミュージカル・ショー『グラン・ソレイユ』-ひまわり- 22場
- 作・演出：岡田敬二

### 花組
- 9月2日 - 10月1日
- 参考資料は60年史別冊[10]

#### 宝塚ロマン『炎の天草灘』 7場
- 新人公演：9月22日

スタッフ
- 作・演出：阿古健
- 振付：花柳寿楽・花柳錦吉
- 作曲・編曲：高橋廉
- 音楽指揮：野村陽児
- 装置：黒田利邦
- 衣装：小西松茂、中川菊枝
- 照明：今井直次
- 小道具：上田特市
- 効果：坂上勲
- 音楽監督：松永浩志
- 演出助手：太田哲則
- 制作：平松悟

主な出演・本公演
- 天草四郎：甲にしき
- 夕月：竹生沙由里
- 平戸屋の女将：淡路通子
- 王一官：水穂葉子
- 山田右衛門作：薫邦子
- 多賀主水：麻月鞠緒
- 森宗意：天城月江
- 隼人：水はやみ
- 佐太郎：瀬戸内美八
- 菊：上原まり

主な出演・新人公演
- 瀬戸内美八
- 新城まゆみ
- 汐見里佳
- 島ゆり

#### ショート・ショー『ポップ・ニュース』 24景
- 作・演出：鴨川清作

### 雪組
- 10月3日 - 10月31日
- 参考資料は60年史別冊[11]

#### ミュージカル・プレイ『落葉のしらべ』 11場
- 山本周五郎・作「落葉の隣り」より
- 新人公演：10月21日

スタッフ
- 脚本・演出：柴田侑宏
- 作曲・編曲：寺田瀧雄
- 音楽指導・合唱指導：十時一夫
- 祭太鼓指導：河崎恒夫
- 振付：司このみ
- 装置：黒田利邦
- 衣装：小西松茂、中川菊枝
- 照明：棚橋守
- 小道具：上田特市
- 効果：川ノ上智洋
- 音響監督：松永浩志
- 演出助手：太田哲則
- 制作：大谷真一

主な出演・本公演
- 次郎：郷ちぐさ
- 参吉：汀夏子
- おいち：摩耶明美
- おつぎ：高宮沙千
- おいちの父：大路三千緒
- おいちの母：三鷹恵子
- おいちの弟：順みつき
- 栄次：景千舟
- 次郎の母：岸香織
- 次郎の妹：玉梓真紀

主な出演・新人公演
- 玉穂ゆかり
- 浦路夏子
- 順みつき
- 尚すみれ
- 橘さつき

#### ミュージカル・ショー『ノバ・ボサ・ノバ』-盗まれたカルナバル- 24場
- 作・演出：鴨川清作

### 星組
- 11月2日 - 11月30日
- 参考資料は60年史別冊[12]

#### グランド・ロマン『花の若武者』-弁慶と義経- 18場
- 新人公演：11月18日

スタッフ
- 作・演出：植田紳爾
- 振付：花柳寿楽
- 作曲・編曲：寺田瀧雄、吉崎憲治
- 音楽指揮：野村陽児
- 装置：渡辺正男
- 衣装：小西松茂、中川菊枝
- 照明：今井直次
- 小道具：上田特市
- 効果：坂上勲
- 笛：藤舎推峰
- 音響監督：松永浩志
- 演出補：阿古健
- 制作：野田浜之助

主な出演・本公演
- 鬼若：鳳蘭
- 梓：大原ますみ
- 牛若：安奈淳
- 常陸坊海尊：神代錦
- 常磐御前：瑠璃豊美
- 伊勢三郎：但馬久美
- 龍胆：衣通月子
- 平知盛：松あきら
- 風童：三代まさる
- 雲童：麻実れい

主な出演・新人公演
- 椿友里
- 但馬久美
- 三代まさる
- 沢かをり
- 麻実れい

#### ファンタスティック・ショー『アラベスク』 24場
- 作・演出：酒井澄夫

### 合同
- 12月2日 - 12月12日
- 参考資料は60年史別冊[13]

#### ミュージカル・ロマンス『ミルテの花』 12場
スタッフ
- 演出：菅沼潤
- 作曲：菅沼潤、吉崎憲治、堤五郎
- 編曲：吉崎憲治、堤五郎、十時一夫
- 休曲・音楽指導・合唱指導：十時一夫
- 振付：鈴木武
- 装置：石浜日出雄
- 衣装：任田幾英
- 照明：小川清次
- 小道具：万波一重
- 効果：坂上勲
- 音響監督：松永浩志
- 演出助手：太田哲則
- 制作：小辻糺

主な出演
- シューマン：美里景
- クララ：城月美穂
- ロイター博士：美山しぐれ
- クララの義母：恵さかえ
- ベッカー：岬ありさ
- クララの実母：初風諄
- ヒルラー：江夏淳
- ヴィーク：藤城潤
- メンデルスゾーン：条はるき

#### オール・スター・ショー『シャイニング・ナウ!』 20場
- 作・演出：横澤秀雄

## 東京公演
（）内は、作者または演出者名。特別出演以外の出典は宝塚90年史。

### 雪組
- 1月2日 - 1月28日　新宿コマ劇場
  - 『江戸っ子三銃士』（植田紳爾）
  - 『サンライズ・アゲイン』（岡田敬二）

特別出演
- 打吹美砂
- 沖ゆき子
- 牧美佐緒

### 星組
- 3月2日 - 3月29日　東京宝塚劇場
  - 『いつの日か逢わん』（平岩弓枝　作、柴田侑宏　演出）
  - 『ノバ・ボサ・ノバ』（鴨川清作）

特別出演
- 春日野八千代
- 真帆志ぶき
- 牧美佐緒

### 月組
- 6月3日 - 6月28日　東京宝塚劇場
  - 『さらばマドレーヌ』（柴田侑宏）
  - 『ハレルヤ』（草野旦）

特別出演
- 笹潤子

### 花組
- 7月2日 - 7月28日　東京宝塚劇場
  - 『小さな花がひらいた』（柴田侑宏）
  - 『哀愁のナイル』（植田紳爾）

特別出演
- 神代錦

### 雪・星組
- 8月1日 - 8月28日　東京宝塚劇場
  - 『かぐら』（郷土芸能研究会　構成、渡辺武雄　演出、川井秀幸　脚本）
  - 『ザ・フラワー』（鴨川清作）

特別出演（苗字のみ）
- 大原
- 但馬
- 鳳
- 衣通
- 安奈
- 松
- 沢

### 花組
- 11月3日 - 11月27日　東京宝塚劇場
  - 『浜千鳥』（渡辺武雄　演出、阿古健　脚本）
  - 『ポップ・ニュース』（鴨川清作）

特別出演
- 真帆志ぶき

## 宝塚大劇場・東京以外の公演
（）内は、作者または演出者名。出典は宝塚90年史。

### 月組
- 1月15日 - 1月25日　前橋、水戸、仙台、福島、諏訪、桑名、小牧
  - 『牛飼い童子』（植田紳爾）
  - 『タイム・マップ』（内海重典）

### 花組
- 3月3日 - 3月8日　岡山
  - 『宝塚への招待』

### 星組
- 4月9日 - 4月20日　名古屋・中日劇場
  - 『いのちある限り』（柴田侑宏）
  - 『ノバ・ボサ・ノバ』（鴨川清作）

### 第9回宝塚フェスティバル
- 5月8日・9日　大阪・毎日ホール

### 星組
- 5月18日 - 5月28日　福岡スポーツセンター
  - 『いのちある限り』（柴田侑宏）
  - 『ノバ・ボサ・ノバ』（鴨川清作）

- 9月13日 - 9月30日　松山、新居浜、富山、高山、小松、山形、青森、気仙沼、宇都宮、郡山
  - 『春夏秋冬』（鴨川清作）
  - 『ハロー!タカラヅカ』（鴨川清作）

### 月組
- 10月7日 - 11月4日　尾道、光、山口、長崎、伊万里、佐賀、宮崎、佐伯、大分、松江、米子
  - 『牛飼い童子』（植田紳爾）
  - 『ラ・ロンド』（横澤秀雄）